# Peso provincial de Puerto Rico
El peso provincial de Puerto Rico (moneda provincial de plata) fue una moneda emitida durante el reinado de Alfonso XIII para la Provincia de Puerto Rico entre los años 1895 y 1896. Fue la única moneda que ha sido hecha para uso exclusivo en Puerto Rico. 
En el año 1895 en la Provincia de Puerto Rico circulaban diferentes monedas de distintos lugares, muchas de estas provenientes de México. 
El gobierno español (por Decreto Real) reemplazó todas estas monedas que circulaban en la isla para así crear una de uso exclusivo en la Provincia de Puerto Rico. Las mismas fueron acuñadas en la Real Casa de la Moneda. 
De esta manera se crea la moneda provincial de plata.

## Denominaciones
Se hicieron denominaciones de 1 peso, 40 centavos, 20 centavos, 10 centavos y 5 centavos. En las primeras cuatro encontramos en su anverso el busto mirando a la izquierda del rey Alfonso XIII en su niñez. En cambio la de 5 centavos presenta en su anverso el número de su denominación (5 centavos) y en la parte superior "Isla de Puerto Rico".
| Valor       | Año  | Cantidad  |
| ----------- | ---- | --------- |
| 1 Peso      | 1895 | 8.500.000 |
| 5 centavos  | 1896 | 600.000   |
| 10 centavos | 1896 | 700.000   |
| 20 centavos | 1895 | 3.350.000 |
| 40 centavos | 1896 | 725.000   |

## Devaluación y retiro
Tras el cambio de soberanía de Puerto Rico en 1898, la moneda provincial de plata fue devaluada en un 60%, perdiendo así el 40% de su valor frente al dólar estadounidense que circularía en la isla. La moneda provincial de plata se retiró de circulación en el año 1901.